# Ritchie De Laet
Richard Ria Alfons "Ritchie" De Laet, född 28 november 1988 i Antwerpen, är en belgisk tidigare fotbollsspelare. 

## Karriär
Han kom till Stoke den 17 augusti 2007 från belgiska Royal Antwerp FC. Den 23-årige försvararen kan i stort sett spela på alla positioner i backlinjen. Den 15 maj 2012 bekräftades det att De Laet skrivit på ett treårskontrakt för Leicester City och lämnar Manchester United sommaren 2012. Den 23 augusti 2016 skrev han på ett treårsavtal med Aston Villa.
Den 23 januari 2018 lånades De Laet ut till Royal Antwerp över resten av säsongen 2017/2018. I september 2018 lånades De Laet ut till Melbourne City på ett låneavtal över säsongen 2018/2019.